# Junior Jones

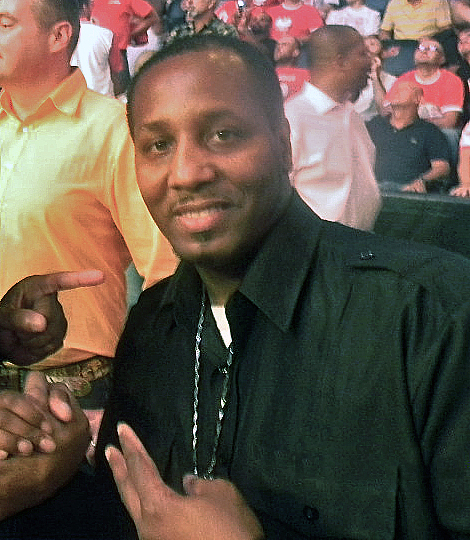
Junior Jones 2010

Junior Jones (* 20. Dezember 1970 in Brooklyn, USA) ist ein ehemaliger US-amerikanischer Boxer im Superbantam- und Bantamgewicht.

## Profikarriere
Am 8. Juni im Jahre 1989 gab er mit einem technischen K.-o.-Sieg in der 1. Runde gegen seinen Landsmann George Young erfolgreich sein Profidebüt. Am 23. Oktober des Jahres 1993 wurde er im Bantamgewicht Weltmeister der WBO, als er Jorge Eliecer Julio durch einstimmige Punktentscheidung bezwang. Diesen Gürtel vereidigte er im Jahr darauf gegen Elvis Álvarez und verlor ihn an John Michael Johnson T.K.o.
Er wechselte ins Superbantamgewicht und kämpfte in dieser Gewichtsklasse im November 1996 gegen Marco Antonio Barrera um die WBO-Weltmeisterschaft. Jones siegte durch Disqualifikation in Runde 5 und eroberte somit den Gürtel. Im darauffolgenden Jahr verteidigte Jones den Titel im direkten Rückkampf gegen Marco Antonio Barrera durch einstimmigen Beschluss und verlor ihn gegen den bis dahin noch ungeschlagenen mexikanischen Normalausleger Erik Morales (30-0-0) durch technischen K. o. in Runde 4.
Im Jahre 2002 beendete er seine Karriere.